# Революция в Ла-Пасе
Революция в Ла-Пасе — восстание, произошедшее 16 июля 1809 года в городе Ла-Пас, расположенном в регионе Верхнее Перу (ныне Боливия, тогда часть губернаторства Рио-де-ла-Плата). В результате этой революции были свергнуты испанские власти и провозглашена независимость. Эта революция считается одним из первых этапов войн за независимость испанской Америки и предшественницей независимости Боливии. Однако вскоре после этого революция потерпела поражение, и город вернулся под власть Испании.

## Предпосылки
В 1781 году в течение шести месяцев группа из народа аймара осаждала Ла-Пас. Под предводительством Тупака Катари они разрушили церкви и государственную собственность. Несмотря на неудачу коренного населения, которое в конечном итоге было подавлено военным союзом испанцев и креолов, мысли о независимости продолжали процветать. Тридцать лет спустя коренные жители устроили двухмесячную осаду Ла-Паса — места, где зародилась легенда об Экеко.
Только осенью 1807 года, когда Наполеон двинул французские войска через Испанию, чтобы вторгнуться в Португалию, и когда власть Испании была уже смертельно ослаблена, перспектива независимости вновь возникла в воображении коренного населения. Независимость Соединенных Штатов в 1776 году, безусловно, была вдохновляющим примером того, как облеченные властью колонисты свергли деспотическое иностранное правление. Поскольку власть Испании ослабевала, так как Карл IV отрёкся от трона в пользу Фердинанда VII (с последовавшими за этим яростными беспорядками между карлистами и фернандистами), а тот — в пользу Жозефа Бонапарта, назревала революция.

## Развитие

Флаг города, используемый хунтой (Junta Tuitiva)

16 июля в городе Ла-Пас группа революционеров во главе с полковником Педро Доминго Мурильо и другими лицами осадила городские казармы и заставила губернатора Тадео Давилу и епископа Ла-Паса Ремигио де ла Санта-и-Ортега уйти в отставку. Именно 16 июля 1809 года метис Педро Доминго Мурильо сказал, что боливийская революция зажигает огонь, который никто не сможет погасить. Многие историки согласны с тем, что это стало началом освобождения Южной Америки от Испании. Адвокат Хуан Басилио Катакора призвал (в том числе и колокольным звоном) народ к борьбе за независимость. Политическая власть перешла к местному кабильдо, пока не была сформирована Junta Tuitiva de los Derechos del Pueblo («Хунта, хранитель прав народа», иногда просто «Хунта Туитива») во главе с Мурильо. 27 июля Хунта провозгласила колониальную независимость.
Хосе Мануэль де Гойенече, несмотря на подозрения в симпатиях к карлистам, был призван возглавить роялистские войска против повстанцев. В то время как многие революционеры записались в армию и отправились в Чакалтаю в ожидании вражеских войск, в столице разгоралась контрреволюция под руководством Педро Индабуро.
Ла-Пас защищал Мурильо, который смог сохранить военные силы численностью около 800 человек. Вице-король Хосе Фернандо де Абаскаль послал из Лимы войска для подавления восстания и воспользовался этой возможностью, чтобы издать указ о повторном присоединении Верхнего Перу к его юрисдикции Перу. Роялисты там составляли явное большинство. Элита Лимы, в частности, чьё богатство и влияние уменьшилось после передела Южной Америки Бурбонами, возлагала свои надежды не на иллюзорные обещания освобождения, а на награды, которые они могли получить за верность короне. Мурильо и другие лидеры были обезглавлены, а их головы выставлены перед народом в качестве устрашения.